# Lobelia deckenii subsp. keniensis
Sous-espèce
Classification phylogénétique
Lobelia deckenii subsp. keniensis est une sous-espèce de plantes, de l'espèce Lobelia deckenii, famille des Campanulaceae. Elle est endémique du Mont Kenya.
Cette sous-espèce est totalement pollinisée par des oiseaux, particulièrement par Cercomela sordida et le nectarin de Johnston.

## Synonyme
- Lobelia keniensis R.E.Fr. & T.C.E.Fr.

## Liens externes

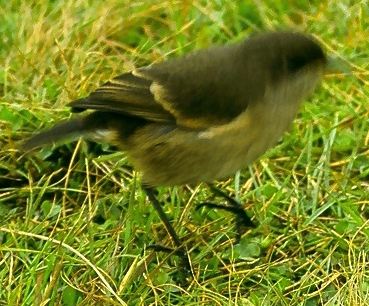
Cercomela sordida, pollinisateur de Lobelia deckenii subsp. keniensis.